# Matobe
Matobe is een bestuurslaag in het regentschap Kepulauan Mentawai van de provincie West-Sumatra, Indonesië. Matobe telt 970 inwoners (volkstelling 2010).